# Chiusi
Chiusi es un municipio y localidad italiana de la provincia de Siena, en la región de la Toscana. Cuenta con una población de 8614 habitantes (2018).

## Geografía física

### Territorio
- Clasificación sísmica: zona 2 (media-alta sismicidad), PCM Ordenanza 3274 del 20/03/2003 .

### Clima
- Clasificación climática: zona D, 2022 GR/G.
- Difusividad atmosférica: alta, Ibimet CNR 2002.

## Historia

### Historia antigua
El primer testimonio arqueológico significativo, da fe del primer asentamiento en la zona en la Edad de Hierro, con ricos ajuares desde el siglo VIII antes de Cristo. 
La ciudad etrusca de Clevsi luego se convirtió en Clusium (Klysion, Κλύσιον en griego antiguo), tenía una importancia fundamental, ya que se colocaba en la arteria que unía Roma con el norte de Etruria, siguiendo el río Tíber y su afluente principal, el Clanis, siendo el valle de fondo con el mismo nombre, muy fértil.
Los primeros registros escritos de Chiusi se remontan al Helenismo, cuando, en un documento de Polibio, muestra el nombre de la ciudad de Chiusi, en relación con la invasión de los celtas. Luego vienen las historias de personajes como Arrunte y el famoso lucumone chiusino Porsenna.
Servio describe Chiusi como una de las más antiguas ciudades etruscas, fundada por Cluso, hijo del Tirreno. Los autores antiguos todavía la recuerdan como la ciudad antigua y de gran alcance y elogian la fertilidad del suelo. El asentamiento etrusco fue desarrollado en tres colinas sobre las que surgieron entonces la ciudad medieval y moderna. Sin embargo, es muy probable que el antiguo asentamiento de la capital Chiusi se extendería más allá del actual centro histórico, que ahora aparecen tan limitados como consecuencia de la posterior decadencia de finales de la Edad Media y el Renacimiento. En una inspección más reciente, Chiusi se encuentra en una colina que domina el valle del antiguo río Clanis, en el punto de contacto entre el Clanis y el actual hoy Val di Tresa, es decir, en el punto donde las aguas del Trasimeno se reunieron con el Clanis (antes de la construcción de S. Savino emisario de la época romana), y fue un lugar estratégico en la cuenca del Clanis (ahora Val di Chiana).
El territorio de la ciudad-estado de Chiusi (ager Clusinum, en latín) era muy grande, de modo que incluía una parte del Trasimeno (que era la frontera entre la ciudad-estado de Chiusi, Cortona y Perugia), el Monte Cetona, Mt. amiata, monte Arale, la Val d'Orcia y, en última instancia, una parte de las actuales provincias de Grosseto, Siena, Perugia, Terni y en menor medida de Arezzo.
La centralidad de Chiusi también se caracteriza por el hecho de situarse en un camino comercial de Etruria interior, a través del paso de Tolle, permitía el acceso a Val d'Orcia y desde allí llegar fácilmente al mar a través de los caminos de sirga y dell'Orcia dell'Ombrone. El pase de Tolle, a sólo 10 km de la colina y en contacto visual directo con él, era el lugar ideal para la inspección de boca de la Val d'Orcia y la denominada ruta de mar, y en particular para el despacho de mercancías de los viajeros, especialmente los de la cercana Orvieto; de hecho, los que (desde el sur) quería viajar al norte de Roselle se veían obligados a atravesar el territorio de la ciudad-estado de Chiusi y dejar una parte de sus bienes a los que controlaban las

## Demografía
| Gráfica de evolución demográfica de Chiusi entre 1861 y 2001 |
|                                                              |
| Fuente ISTAT - elaboración gráfica de Wikipedia              |